# Partido del Buen Gobierno
Partido del Buen Gobierno es un partido político en Perú. Fundado el 28 de agosto de 2023, el partido está liderado por el sociólogo Jorge Nieto, ex ministro de Defensa y de Cultura durante la presidencia de Pedro Pablo Kuczynski.  
Se proyecta que el partido participe en las elecciones generales de 2026 con Nieto como su candidato presidencial potencial al ser la persona más conocida.  